# Molophilus (Molophilus) pubipennis
Molophilus (Molophilus) pubipennis is een tweevleugelige uit de familie steltmuggen (Limoniidae). De soort komt voor in het Nearctisch gebied.